# Natchan World
Le Natchan World  est un navire à grande vitesse exploité par la Tsugaru Kaikyo Ferry, à Hakodate au Japon en tant que catamaran-ferry. Ce catamaran « perce-vagues » (en anglais wave-piercing) a été construit en 2008 sur le chantier Incat Group of Companies à Hobart en Tasmanie.
Il a comme sister-ship le Natchan Rera qui a été livré en 2007 à cette même compagnie de ferrys.
Ce traversier fait la navette entre le port d'Aomori et le port d'Hakodate séparés de 113 km.